# Deutsche Meisterschaften im Biathlon 2018
Die Deutschen Meisterschaften im Biathlon 2018 fanden vom 7. bis 9. September in der Sparkassenarena Osterzgebirge in Altenberg und vom 14. bis 16. September in der DKB-Ski-Arena in Oberhof statt.

## Ergebnisse

### Frauen

#### Sprint (7,5 km)
| Platz | Sportlerin           | Verein                               | Landesverband | Schießfehler | Zeit    | Rückstand |
| ----- | -------------------- | ------------------------------------ | ------------- | ------------ | ------- | --------- |
| 1     | Karolin Horchler     | WSV Clausthal-Zellerfeld / BwB       | NSV           | 0 0          | 21:58,6 |           |
| 2     | Franziska Preuß      | SC Haag / ZOLL                       | BSV-I         | 1 0          | 22:35,3 | 36,7      |
| 3     | Franziska Hildebrand | WSV Clausthal-Zellerfeld / BwB       | NSV           | 0 1          | 22:40,0 | 41,4      |
| 4     | Christin Maier       | SC Urach / BwT                       | SBW           | 0 0          | 22:43,8 | 45,2      |
| 5     | Denise Herrmann      | WSC Erzgebirge Oberwiesenthal / BwFb | SVSAC         | 1 2          | 22:55,9 | 57,3      |
| 6     | Nadine Horchler      | SC Willingen / BwB                   | HSV           | 0 1          | 22:58,4 | 59,8      |
| 7     | Luise Kummer         | SV Frankenhain / BwO                 | TSV           | 1 0          | 23:14,6 | 1:16,0    |
| 8     | Anna Weidel          | WSV Kiefersfelden / ZOLL             | BSV-I         | 0 1          | 23:31,4 | 1:32,8    |
| 9     | Marion Deigentesch   | SV Oberteisendorf / ZOLL             | BSV-C         | 1 1          | 23:40,5 | 1:41,9    |
| 10    | Vanessa Hinz         | SC Schliersee / ZOLL                 | BSV-O         | 1 2          | 23:47,6 | 1:49,0    |

#### Verfolgung (10 km)
| Platz | Sportlerin         | Verein                               | Landesverband | Schießfehler | Zeit    | Rückstand |
| ----- | ------------------ | ------------------------------------ | ------------- | ------------ | ------- | --------- |
| 1     | Karolin Horchler   | WSV Clausthal-Zellerfeld/BwB         | NSV           | 0 0 0 1      | 30:23,2 |           |
| 2     | Denise Herrmann    | WSC Erzgebirge Oberwiesenthal / BwFb | SVSAC         | 1 0 1 2      | 31:30,1 | 1:06,9    |
| 3     | Franziska Preuß    | SC Haag / ZOLL                       | BSV-I         | 0 0 1 0      | 31:38,3 | 1:51,1    |
| 4     | Nadine Horchler    | SC Willingen / BwB                   | HSV           | 0 0 0 2      | 32:41,8 | 2:18,6    |
| 5     | Christin Maier     | SC Urach / BwT                       | SBW           | 1 0 1 0      | 32:45,4 | 2:22,2    |
| 6     | Marion Deigentesch | SV Oberteisendorf / ZOLL             | BSV-C         | 0 1 1 1      | 33:46,0 | 3:22,8    |
| 7     | Stefanie Scherer   | SC Wall / LpB                        | BSV-O         | 0 0 0 0      | 33:51,7 | 3:28,5    |
| 8     | Luise Kummer       | SV Frankenhain / BwO                 | TSV           | 0 1 3 0      | 33:53,2 | 3:30,0    |
| 9     | Janina Hettich     | SC Schönwald / BwT                   | SBW           | 1 0 1 1      | 33:55,6 | 3:32,4    |
| 10    | Marie Heinrich     | Großbreitenbacher SV / BwO           | TSV           | 0 0 0 1      | 34:01,4 | 3:38,2    |

#### Langlauf (6 km)
| Platz | Sportlerin           | Verein                               | Landesverband | Schießfehler | Zeit    | Rückstand |
| ----- | -------------------- | ------------------------------------ | ------------- | ------------ | ------- | --------- |
| 1     | Denise Herrmann      | WSC Erzgebirge Oberwiesenthal / BwFb | SVSAC         |              | 16:22,5 |           |
| 2     | Victoria Carl        | SCM Zella-Mehlis                     | TSV           |              | 16:35,9 | 13,4      |
| 3     | Antonia Fräbel       | WSV Asbach                           | TSV           |              | 17:18,2 | 55,7      |
| 4     | Vanessa Hinz         | SC Schliersee / ZOLL                 | BSV-O         |              | 17:20,9 | 58,4      |
| 5     | Franziska Hildebrand | WSV Clausthal-Zellerfeld / BwB       | NSV           |              | 17:26,2 | 1:03,7    |
| 6     | Karolin Horchler     | WSV Clausthal-Zellerfeld/BwB         | NSV           |              | 17:33,1 | 1:10,6    |
| 7     | Franziska Preuß      | SC Haag / ZOLL                       | BSV-I         |              | 17:38,0 | 1:15,5    |
| 8     | Marie Heinrich       | Großbreitenbacher SV / BwO           | TSV           |              | 17:41,2 | 1:18,7    |
| 9     | Kamila Żuk           | PZBiath.                             | POL           |              | 17:41,4 | 1:18,9    |
| 10    | Juliane Frühwirt     | SC Motor Tambach-Dietharz / ZOLL     | TSV           |              | 17:42,4 | 1:19,9    |

#### Staffel (3 × 6 km)
| Platz | Staffel / Sportler     | Verein                               | Landesverband | Schießfehler | Zeit      |
| ----- | ---------------------- | ------------------------------------ | ------------- | ------------ | --------- |
| 1     | BSV 1                  |                                      |               |              | 52:18,3   |
|       | Anna Weidel            | WSV Kiefersfelden / ZOLL             | BSV-O         | 1 0          | 17:52,0   |
|       | Franziska Preuß        | SC Haag / ZOLL                       | BSV-I         | 0 0          | 17:01,1   |
|       | Vanessa Hinz           | SC Schliersee / ZOLL                 | BSV-O         | 0 0          | 17:25,2   |
| 2     | NSV 1                  |                                      |               |              | 53:38,0   |
|       | Franziska Hildebrand   | WSV Clausthal-Zellerfeld / BwB       | NSV           | 0 0          | 17:02,4   |
|       | Stephanie Jesse        | WSV Clausthal-Zellerfeld / BPOL      | NSV           | 0 1          | 19:37,6   |
|       | Karolin Horchler       | WSV Clausthal-Zellerfeld / BwB       | NSV           | 0 0          | 16:58,0   |
| 3     | SVSAC                  |                                      |               |              | 53:45,1   |
|       | Tamina Poike           | OBV Ringenhain / SGA                 | SVSAC         | 0 1          | 18:36,6   |
|       | Marie Herklotz         | SG Holzhau / SGA                     | SVSAC         | 0 0          | 18:56,2   |
|       | Denise Herrmann        | WSC Erzgebirge Oberwiesenthal / BwFb | SVSAC         | 0 0          | 16:12,3   |
| 4     | TSV 1                  |                                      |               |              | 55:14,2   |
|       | Luise Kummer           | SV Frankenhain / BwO                 | TSV           | 0 0          | 17:23,7   |
|       | Juliane Frühwirt       | SV Motor Tambach-Dietharz / ZOLL     | TSV           | 1 0          | 18:33,7   |
|       | Marie Heinrich         | Großbreitenbacher SV / BwO           | TSV           | 3 0          | 19:16,8   |
| 6     | TSV 2                  |                                      |               |              | 55:43,4   |
|       | Vanessa Voigt          | WSV Rotterode / ZOLL                 | TSV           | 0 0          | 17:57,9   |
|       | Helene-Theresa Hendel  | WSV Oberhof / BwO                    | TSV           | 0 0          | 17:45,2   |
|       | Nell Vosshage          | WSV Schmiedefeld / SGO               | TSV           | 1 0          | 20:00,3   |
| 6     | SBW                    |                                      |               |              | 55:46,5   |
|       | Janina Hettich         | SC Schönwald / BwT                   | SBW           | 0 1          | 17:50,1   |
|       | Marina Sauter          | DAV Ulm / ZOLL                       | SBW           | 0 0          | 18:36,8   |
|       | Hannah Klein           | WSV Schömberg / SKIF                 | SBW           | 0 0          | 19:19,6   |
| 7     | HSV                    |                                      |               |              | 55:55,7   |
|       | Nadine Horchler        | SC Willingen / BwB                   | HSV           | 0 0          | 17:14,9   |
|       | Leonie Litzenbauer     | SC Willingen / SIWI                  | HSV           | 0 0          | 18:33,4   |
|       | Marie Zeutschel        | SC Willingen                         | HSV           | 0 0          | 20:07,4   |
| 8     | BSV 2                  |                                      |               |              | 56:10,8   |
|       | Stefanie Scherer       | SC Wall / LpB                        | BSV           | 0 0          | 17:44,7   |
|       | Sophia Schneider       | SV Oberteisendorf / ZOLL             | BSV           | 0 1          | 17:52,9   |
|       | Sarah Schaber          | TSV Buchenberg / BwB                 | BSV           | 0 0          | 18:33,2   |
| 9     | SVSAC 2                |                                      |               |              | 57:38,4   |
|       | Hanna-Michelle Hermann | PSV Schwarzenberg / SGO'th           | SVSAC         | 0 0          | 18:12,7   |
|       | Julia Aurich           | PSV Schwarzenberg / SGO'th           | SVSAC         | 0 0          | 19:28,0   |
|       | Stefanie Wild          | SG Stahl Schmiedeberg / SGA          | SVSAC         | 0 0          | 19:57,7   |
| 10    | BSV 4 & TSV            |                                      |               |              | 1:01:30,5 |
|       | Linda Artinger         | SC Bodenmais / CJD                   | BSV-B         | 0 0          | 18:11,8   |
|       | Saskia Scharfenberg    | WSV Trusetal / SGO                   | TSV           | 0 2          | 22:52,0   |
|       | Vroni Kaltenhauser     | SC Gaißach / BwF                     | BSV-I         | 0 2          | 20:26,7   |

#### Massenstart (12,5 km)
| Platz | Sportlerin           | Verein                               | Landesverband | Schießfehler | Zeit    | Rückstand |
| ----- | -------------------- | ------------------------------------ | ------------- | ------------ | ------- | --------- |
| 1     | Karolin Horchler     | WSV Clausthal-Zellerfeld / BwB       | NSV           | 1 0 0 0      | 35:53,1 |           |
| 2     | Franziska Preuß      | SC Haag / ZOLL                       | BSV-I         | 0 0 1 0      | 36:08,6 | 15,5      |
| 3     | Franziska Hildebrand | WSV Clausthal-Zellerfeld / BwB       | NSV           | 1 2 0 0      | 36:31,0 | 37,9      |
| 4     | Denise Herrmann      | WSC Erzgebirge Oberwiesenthal / BwFb | SVSAC         | 1 2 0 2      | 36:44,4 | 51,3      |
| 5     | Vanessa Hinz         | SC Schliersee / ZOLL                 | BSV-O         | 0 0 0 2      | 36:47,1 | 54,0      |
| 6     | Anna Weidel          | WSV Kiefersfelden / ZOLL             | BSV-I         | 1 0 1 0      | 36:51,7 | 58,6      |
| 7     | Luise Kummer         | SV Frankenhain / BwO                 | TSV           | 0 0 1 2      | 37:02,0 | 1:08,9    |
| 8     | Janina Hettich       | SC Schönwald / BwT                   | SBW           | 1 0 2 0      | 37:50,3 | 1:57,2    |
| 9     | Stefanie Scherer     | SC Wall / LpB                        | BSV-O         | 0 0 0 1      | 38:02,1 | 2:09,0    |
| 10    | Marie Heinrich       | Großbreitenbacher SV / BwO           | TSV           | 2 0 1 1      | 38:04,4 | 2:11,3    |

### Männer

#### Sprint (10 km)
| Platz | Sportlerin         | Verein                          | Landesverband | Schießfehler | Zeit    | Rückstand |
| ----- | ------------------ | ------------------------------- | ------------- | ------------ | ------- | --------- |
| 1     | Johannes Kühn      | WSV Reit im Winkl / ZOLL        | BSV-C         | 0 1          | 24:37,0 |           |
| 2     | Niklas Homberg     | SK Berchtesgaden / ZOLL         | BSV-C         | 0 0          | 24:43,0 | 6,0       |
| 3     | Dominic Reiter     | SC Ruhpolding / BPOL            | BSV-C         | 0 1          | 24:49,5 | 12,5      |
| 4     | Lucas Fratzscher   | WSV Oberhof / BwO               | TSV           | 0 3          | 25:08,3 | 31,8      |
| 5     | Justus Strelow     | SG Stahl Schmiedeberg / BwO     | SVSAC         | 0 1          | 25:14,4 | 37,4      |
| 6     | Arnd Peiffer       | WSV Clausthal-Zellerfeld / BPOL | NSV           | 1 2          | 25:22,5 | 45,5      |
| 7     | Benedikt Doll      | SZ Breitnau / BwO               | SBW           | 2 2          | 25:25,3 | 48,3      |
| 8     | Philipp Nawrath    | SK Nesselwang / LpB             | BSV-A         | 2 2          | 25:25,8 | 48,8      |
| 9     | Danilo Riethmüller | WSV Clausthal-Zellerfeld / BPOL | NSV           | 2 0          | 25:33,5 | 56,5      |
| 10    | Philipp Horn       | SV Frankenhain / BwO            | TSV           | 2 1          | 25:37,3 | 1:00,3    |

#### Verfolgung (12,5 km)
| Platz | Sportlerin         | Verein                          | Landesverband | Schießfehler | Zeit    | Rückstand |
| ----- | ------------------ | ------------------------------- | ------------- | ------------ | ------- | --------- |
| 1     | Arnd Peiffer       | WSV Clausthal-Zellerfeld / BPOL | NSV           | 1 0 2 0      | 33:33,8 |           |
| 2     | Erik Lesser        | SV Frankenhain / BwO            | TSV           | 0 0 2 0      | 33:43,2 | 9,4       |
| 3     | Johannes Kühn      | WSV Reit im Winkl / ZOLL        | BSV-C         | 0 2 0 1      | 33:45,5 | 11,7      |
| 4     | Lucas Fratzscher   | WSV Oberhof / BwO               | TSV           | 0 1 1 2      | 34:12,5 | 38,7      |
| 5     | Dominic Reiter     | SC Ruhpolding / BPOL            | BSV-C         | 0 1 0 2      | 34:13,1 | 39,3      |
| 6     | Niklas Homberg     | SK Berchtesgaden / ZOLL         | BSV           | 0 1 1 2      | 34:32,4 | 58,6      |
| 7     | Benedikt Doll      | SZ Breitnau / BwO               | SBW           | 0 2 3 1      | 34:49,4 | 1:15,6    |
| 8     | Justus Strelow     | SG Stahl Schmiedeberg / BwO     | SVSAC         | 0 0 1 1      | 35:04,3 | 1:30,5    |
| 9     | Johannes Donhauser | SC Ruhpolding / LpB             | BSV-C         | 0 0 1 1      | 35:20,4 | 1:46,6    |
| 10    | Dominic Schmuck    | SC Schleching / BPOL            | BSV-C         | 2 0 1 0      | 35:30,0 | 1:56,2    |

#### Langlauf (10,5 km)
| Platz | Sportlerin         | Verein                          | Landesverband | Schießfehler | Zeit    | Rückstand |
| ----- | ------------------ | ------------------------------- | ------------- | ------------ | ------- | --------- |
| 1     | Benedikt Doll      | SZ Breitnau / BwO               | SBW           |              | 21:46,1 |           |
| 2     | Johannes Kühn      | WSV Reit im Winkl / ZOLL        | BSV-C         |              | 21:51,9 | 5,8       |
| 3     | Simon Schempp      | SZ Uhingen / ZOLL               | SBW           |              | 21:55,1 | 9,0       |
| 4     | Philipp Horn       | SV Frankenhain / BwO            | TSV           |              | 21:59,8 | 13,7      |
| 5     | Florian Hollandt   | SWV Goldlauter e. V. / BPOL     | TSV           |              | 22:15,7 | 29,6      |
| 6     | Philipp Nawrath    | SK Nesselwang / LpB             | BSV-A         |              | 22:24,3 | 38,2      |
| 7     | Erik Lesser        | SV Frankenhain / BwO            | TSV           |              | 22:34,9 | 48,8      |
| 8     | Danilo Riethmüller | WSV Clausthal-Zellerfeld / BPOL | NSV           |              | 22:35,2 | 49,1      |
| 9     | Arnd Peiffer       | WSV Clausthal-Zellerfeld / BPOL | NSV           |              | 22:35,5 | 49,4      |
| 10    | Lucas Fratzscher   | WSV Oberhof / BwO               | TSV           |              | 22:42,0 | 55,9      |

#### Staffel (3 × 7,5 km)
| Platz | Staffel / Sportler | Verein                          | Landesverband | Schießfehler | Zeit    |
| ----- | ------------------ | ------------------------------- | ------------- | ------------ | ------- |
| 1     | TSV 1              |                                 |               |              | 53:08,6 |
|       | Erik Lesser        | SV Frankenhain / BwO            | TSV           | 0 0          | 17:19,8 |
|       | Philipp Horn       | SV Frankenhain / BwO            | TSV           | 0 0          | 17:36,6 |
|       | Lucas Fratzscher   | WSV Oberhof / BwO               | TSV           | 0 0          | 18:12,2 |
| 2     | BSV I              |                                 |               |              | 53:09,0 |
|       | Dominic Reiter     | SC Ruhpolding / BPOL            | BSV-C         | 0 0          | 17:35,2 |
|       | Johannes Kühn      | WSV Reit im Winkl / ZOLL        | BSV-C         | 0 1          | 18:10,8 |
|       | Matthias Dorfer    | SV Marzoll / BwB                | BSV           | 0 0          | 17:23,0 |
| 3     | SBW                |                                 |               |              | 53:42,0 |
|       | Roman Rees         | SV Schauinsland / ZOLL          | SBW           | 0 0          | 17:43,6 |
|       | Benedikt Doll      | SZ Breitnau / BwO               | SBW           | 0 0          | 17:51,5 |
|       | Simon Schempp      | SZ Uhingen / ZOLL               | SBW           | 0 0          | 18:06,9 |
| 4     | BSV 2              |                                 |               |              | 54:29,1 |
|       | Marco Groß         | SC Ruhpolding / ZOLL            | BSV-C         | 0 0          | 17:36,1 |
|       | Niklas Homberg     | SK Berchtesgaden / ZOLL         | BSV-C         | 0 0          | 18:08,4 |
|       | Philipp Nawrath    | SK Nesselwang / LpB             | BSV-A         | 0 0          | 18:44,6 |
| 5     | TSV 2              |                                 |               |              | 55:53,7 |
|       | Erik Weick         | SV Frankenhain / BwO            | TSV           | 0 0          | 17:48,6 |
|       | Max Barchewitz     | SV Frankenhain / SGO            | TSV           | 0 0          | 19:50,1 |
|       | Florian Hollandt   | SWV Goldlauter e. V. / BPOL     | BSV           | 0 0          | 18:15,0 |
| 6     | BSV 3              |                                 |               |              | 55:57,9 |
|       | Johannes Donhauser | SC Ruhpolding / LpB             | BSV-C         | 0 1          | 19:04,7 |
|       | Dominic Schmuck    | SC Schleching / BPOL            | BSV-C         | 0 0          | 18:17,7 |
|       | David Zobel        | SC Partenkirchen / ZOLL         | BSV-W         | 0 0          | 18:35,5 |
| 7     | Belgien            |                                 |               |              | 56:57,1 |
|       | Michael Rösch      | Ski-Club Eisenborn              | BEL           | 0 0          | 17:40,8 |
|       | Thierry Langer     | Ski-Club Eisenborn              | BEL           | 2 1          | 19:50,6 |
|       | Florent Claude     | SRHF                            | BEL           | 1 0          | 19:25,7 |
| 8     | NSV                |                                 |               |              | 57:26,0 |
|       | Arnd Peiffer       | WSV Clausthal-Zellerfeld / BPOL | NSV           | 2 0          | 18:50,9 |
|       | Danilo Riethmüller | WSV Clausthal-Zellerfeld / BPOL | NSV           | 0 0          | 18:15,5 |
|       | Hans Köllner       | WSV Clausthal-Zellerfeld        | NSV           | 0 0          | 20:19,6 |
| 10    | BSV 4              |                                 |               |              | 58:01,8 |
|       | Simon Groß         | SC Ruhpolding / ZOLL            | BSV-C         | 0 0          | 18:15,6 |
|       | Tim Grotian        | SC Mittenwald / ZOLL            | BSV-W         | 0 0          | 19:40,4 |
|       | Christoph Müller   | SC Ruhpolding / BwB             | BSV-C         | 0 0          | 20:05,8 |
| 9     | SVSAC / SBW        |                                 |               |              | 59:43,5 |
|       | Justus Strelow     | SG Stahl Schmiedeberg / BwO     | SVSAC         | 0 0          | 18:15,1 |
|       | Nico Klemm         | SG Stahl Schmiedeberg / SGA     | SVSAC         | 0 0          | 20:06,9 |
|       | Marvin Schumacher  | SC Gosheim / SKIF               | SBW           | 3 0          | 21:21,5 |

#### Massenstart (15 km)
| Platz | Sportlerin         | Verein                          | Landesverband | Schießfehler | Zeit    | Rückstand |
| ----- | ------------------ | ------------------------------- | ------------- | ------------ | ------- | --------- |
| 1     | Philipp Horn       | SV Frankenhain / BwO            | TSV           | 1 0 0 0      | 36:55,5 |           |
| 2     | Matthias Dorfer    | SV Marzoll / BwB                | BSV-C         | 0 0 0 0      | 37:15,3 | 19,8      |
| 3     | Roman Rees         | SV Schauinsland / ZOLL          | BSV-C         | 0 0 0 1      | 37:34,9 | 39,4      |
| 4     | Lucas Fratzscher   | WSV Oberhof / BwO               | TSV           | 0 1 0 1      | 37:51,0 | 55,5      |
| 5     | Marco Groß         | SC Ruhpolding / ZOLL            | BSC-C         | 1 1 0 0      | 38:02,8 | 1:07,3    |
| 6     | Arnd Peiffer       | WSV Clausthal-Zellerfeld / BPOL | NSV           | 0 0 0 3      | 38:02,9 | 1:07,4    |
| 7     | Erik Lesser        | SV Frankenhain / BwO            | TSV           | 2 1 1 1      | 38:08,5 | 1:13,0    |
| 8     | Dominic Reiter     | SC Ruhpolding / BPOL            | BSV-C         | 0 0 1 0      | 38:16,3 | 1:20,8    |
| 9     | Philipp Nawrath    | SK Nesselwang / LpB             | BSV-A         | 0 1 2 1      | 38:48,0 | 1:52,5    |
| 10    | Johannes Donhauser | SC Ruhpolding / LpB             | BSV-C         | 0 1 1 1      | 38:48,2 | 1:52,7    |